# Madame Claude (film, 2021)
Pour les articles homonymes, voir Madame Claude (homonymie) et Claude.
Pour plus de détails, voir Fiche technique et Distribution.
Madame Claude est un film français écrit et réalisé par Sylvie Verheyde, sorti en 2021 sur Netflix.
Il s'agit d'un film biographique sur la proxénète Fernande Grudet dite Madame Claude.

## Synopsis
En cette fin des années 1960, Fernande Grudet est devenue la reine des proxénètes de Paris sous le nom de Madame Claude. Issue d'une famille pauvre et provinciale, elle règne alors sur ce milieu avec près de 200 filles sous ses ordres. Son succès vient notamment de son idée d'avoir réinventé les « codes » de la prostitution en y mêlant ceux de la bourgeoisie et de s'être inventé une vie et un passé respectables. Madame Claude est désormais une femme d’affaires redoutée et estimée du « Tout-Paris ». Des hommes politiques, des célébrités (dont Marlon Brando) ainsi que les pires malfrats du « grand banditisme » viennent en effet dans son établissement du 16e arrondissement. Elle devient une femme de pouvoir dans un milieu masculin et misogyne. Sa rencontre avec Sidonie va tout changer. Cette dernière est son total opposé mais deviendra vite son alter ego et son bras droit. Madame Claude se rend compte qu'elle tient réellement à quelqu'un, pour la toute première fois. De plus, elle se retrouve malgré elle mêlée à l'affaire Marković et aux Renseignements généraux. Elle dérange certains car elle en sait beaucoup, notamment sur des « affaires d'État ». De plus, l'arrivée au pouvoir de Valéry Giscard d'Estaing en 1974 va compliquer davantage ses activités.

## Fiche technique
Sauf indication contraire, les informations mentionnées dans cette section peuvent être confirmées par le générique de fin de l'œuvre audiovisuelle présentée ici, ainsi que par la base de données cinématographiques IMDb,  présente dans la section « Liens externes ».
- Titre original : Madame Claude
- Réalisation : Sylvie Verheyde
- Scénario : Sylvie Verheyde, Patrick Rocher et Antoine Salomé
- Musique : Nousdeuxtheband
- Décors : Thomas Grézaud
- Costumes : Isabelle Pannetier
- Photographie : Léo Hinstin
- Montage : Christel Dewynter
- Production : Florence Gastaud
- Sociétés de production : TNG7 Production, Les Compagnons du Cinéma et Wild Bunch ; avec la participation de Ciné+ et OCS ; en association avec la SOFICA Sofitvciné 7 ; avec le soutien de la région Île-de-France
- Société de distribution : Netflix
- Budget : 3,9 millions d'euros[2]
- Pays d'origine :  France
- Langue originale : français
- Format : couleur
- Genre : drame biographique, film de gangsters
- Durée : 112 minutes
- Dates de sortie[3] :
  - Monde : 2 avril 2021 (sur Netflix)

## Distribution
Sauf indication contraire ou complémentaire, les informations mentionnées dans cette section proviennent du générique de fin de l'œuvre audiovisuelle présentée ici.
- Karole Rocher : Fernande Grudet, dite Madame Claude
- Garance Marillier : Sidonie
- Roschdy Zem : Jo Attia
- Liah O'Prey : Virginie
- Pierre Deladonchamps : Serge
- Paul Hamy : André
- Mylène Jampanoï : Yoshiro
- Hafsia Herzi : Nadège
- Benjamin Biolay : le chef de la police
- Philippe Rebbot : le père de Sidonie
- Regina Anikiy : Geneviève
- Annabelle Belmondo : Kate
- Joséphine de La Baume : Josie
- Gina Jimenez : Anne, la fille de Fernande
- Susann Carmen Jagodzinska : Susanne
- Barbara Joseph : Lou
- Brigitte Hélène Morel : la mère de Fernande
- Léa Rostain : Lola
- Djanis Bouzyani : Alban
- Virgile Bramly : Paul
- Cédric Appietto : François Marcantoni
- Tarajay Bangalter : danseur chez Castel
- Patrick Rocher : Pierre Loutrel dit « Pierrot le fou »
- Samir Guesmi : René la Canne
- Jeannick Gravelines : diplomate
- Xavier Alcan : le client ami du père de Sidonie
- Sébastien Gill : RG
- Clément Brossard : adolescent
- Lucile Jaillant : physio chez Castel
- Paul Manniez : Adrien
- Adrien Stoclet : Assistant TV
- Idjima Masrangar : Eva
- Olivier Ducaillou : un agent du fisc
- Philippe Koa : un agent du fisc
- Alain Figlarz : un Russe
- Michelle Figlarz : Simone

## Production
Sylvie Verheyde adapte ici la vie de Fernande Grudet, proxénète connue sous le noms de Madame Claude. Sa vie avait déjà été portée à l'écran par Just Jaeckin dans un film sorti en 1977.
Le tournage débute en mai 2019 à Paris. Il se déroule également à Nice et s'achève en juin 2019.

## Musique
La musique du film est composée par le groupe Nousdeuxtheband, déjà à l’œuvre sur Stella (2008) et Confession d'un enfant du siècle (2012).
Liste des titres
1. Sidonie - 3:12
2. L'Amour en face (feat. Susann Carmen) - 2:13
3. Vénus - 2:40
4. Pool - 1:52
5. Grey - 2:02
6. Smoke - 1:38
7. Night Shade - 1:29

Par ailleurs, on peut entendre dans le film des chansons des années 1960-1970 ainsi que des pages du répertoire classique:
- She's a Queen - The Tyrannies
- (Just like) Romeo & Juliet - Michael and the Messengers (en)
- Valse n°8 en La Bémol Majeur - Frédéric Chopin
- L'oiseau - Roger Roger
- Classy Evening / Tribute to jazz Piano - Gilbert Sigrist
- Burlesque Hour - Kathleen Irvine
- I Can Only Give You Everything - The Troggs
- Gymnopédie n°1 - Erik Satie
- Me Odias - Los Cubaztecas
- Wastin My Time - The Express
- L'Amitié - Françoise Hardy
- Last One For The Road - Manuel Faivre
- Going All the Way - The Squires
- Lone Star / The Story of Sacco and Vanzetti - Jerry Mengo
- The Road is Long - Boris Fomine
- Il est mort le soleil - Nicoletta
- L'amour c'est comme les bateaux - Sylvie Vartan
- Do It ('Til You're Satisfied) - B.T. Express
- Happy Birthday - Patty Hill

## Sortie et accueil
Le film devait initialement sortir en salles, distribué par Wild Bunch. Finalement en raison de la pandémie de Covid-19 et de la fermeture des salles en France, les droits sont repris par Netflix.

### Accueil critique
En France, le film obtient des critiques plutôt positives, avec une note moyenne de 3,1⁄5 proposée par le site AlloCiné, qui recense 10 titres de presse. Renaud Baronian du Parisien écrit notamment : « L’implication de Karole Rocher vient parfaire le tout : tantôt très froide, tantôt désespérée ou déchaînée, elle habite le personnage de façon à nous la rendre aussi aimable que détestable ». Pour Caroline Vié de 20 Minutes, le film « flirte avec le polar et le cinéma d’espionnage pour livrer une réflexion passionnante sur la condition féminine ». Dans Libération, Camille Nevers écrit quant à elle que « ce biopic de Sylvie Verheyde sur l’illustre proxénète insuffle une énergie nouvelle et paradoxalement féministe au romantisme délétère des maisons closes, avec une Karole Rocher formidable en souveraine rapace ».
Pour les critiques du Masque et la Plume de France Inter, les avis sont partagés considérant le film « à moitié réussi et moitié raté ».
Du côté des avis négatifs, Louis Guichard de Télérama écrit notamment : « Représenter Madame Claude comme une pionnière, une femme puissante avant l’heure : voilà une idée dans l’air du temps, mais qui, en l’occurrence, ne suffit pas, et reste trop générale pour façonner un personnage saillant ». Dans Les Inrockuptibles, Jean-Baptiste Morain note : « La célèbre proxénète des années 1960-1970 est dépeinte dans un portrait qui escamote plus qu’il ne révèle la complexité de son personnage ». Julien Barcilon de Télé 7 jours regrette quant à lui un scénario qui « se contente d'effleurer les secrets, le côté le plus sulfureux de cette femme puissante ». Pour Christophe Despaux de Causeur, Madame Claude agite le chiffon d’un féminisme de propagande, dans un film où Karole Rocher est à contremploi et les dialogues « ridicules débordant d’anachronismes ».